# قرص مضغوط للقراءة فقط
قرص مُكتنِز للقراء فقط أو قرص مضغوط للقراءة فقط أو قرص متراص للقراءة فقط (CD-ROM) ويطلق عليه أيضا قرص سي دي هو نوع من ذاكرة القراءة فقط تتكون من قرص مضغوط بصري مضغوط مسبقًا يحتوي على بيانات يمكن لأجهزة الكمبيوتر قراءتها، ولكن لا يمكنها الكتابة أو المسح. تحتوي بعض الأقراص المضغوطة، والتي تسمى الأقراص المضغوطة المحسنة، على بيانات الكمبيوتر والصوت مع إمكانية تشغيل الأخير على مشغل الأقراص المضغوطة، بينما لا يمكن استخدام البيانات (مثل البرامج أو الفيديو الرقمي) إلا على الكمبيوتر (مثل أقراص CD-ROM للكمبيوتر الشخصي بتنسيق أيزو 9660).
خلال تسعينيات القرن العشرين وأوائل العقد الأول من القرن الحادي والعشرين، استخدمت الأقراص هذه بشكل شائع لتوزيع البرامج والبيانات لأجهزة الكمبيوتر وأجهزة ألعاب الفيديو من الجيل الخامس. بدأت أقراص دي في دي وكذلك التنزيل في استبدال أقراص CD-ROM في هذه الأدوار بدءًا من أوائل العقد الأول من القرن الحادي والعشرين، وأصبح استخدام أقراص CD-ROM للبرامج التجارية نادرًا الآن.

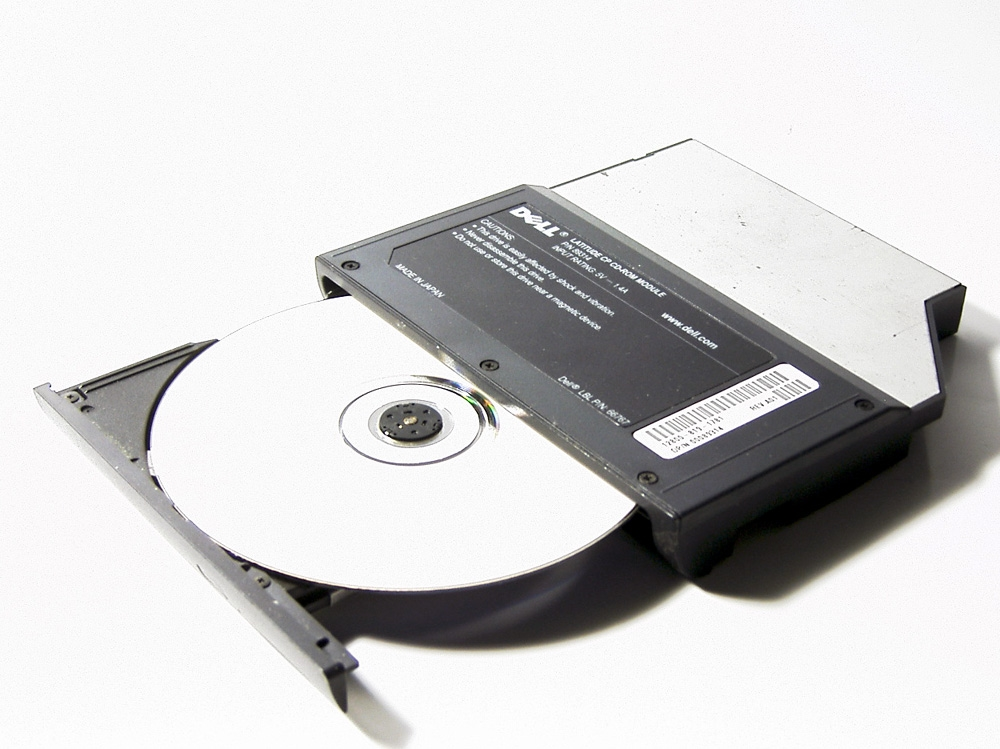
قرص مضغوط في درج محرك أقراص مضغوطة مفتوح جزئيًا.

## محركات الأقراص المضغوطة

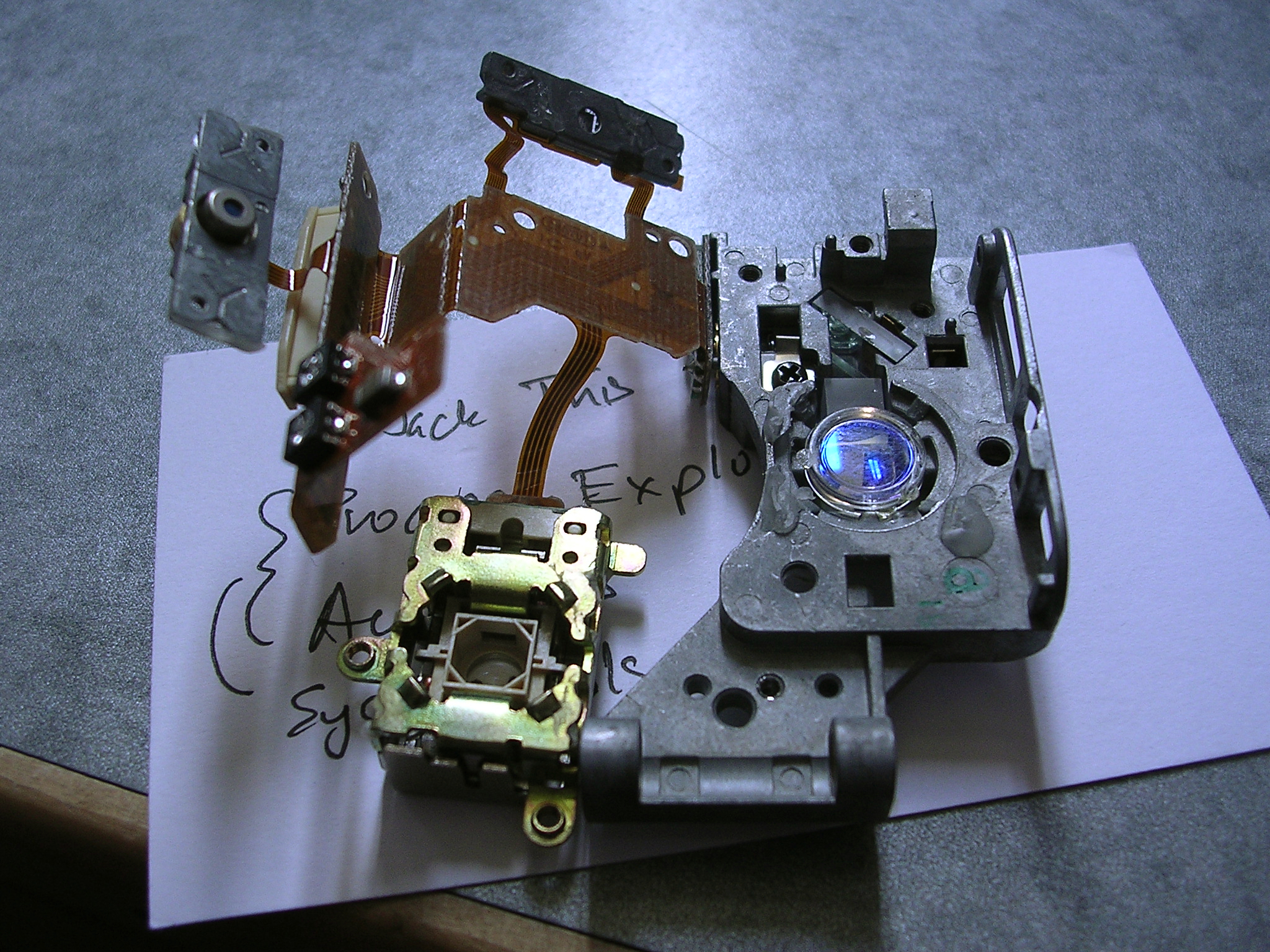
منظر لنظام الليزر المفكك لمحرك الأقراص المضغوطة

تتيح حركة الليزر إمكانية القراءة في أي موضع من القرص المضغوط.

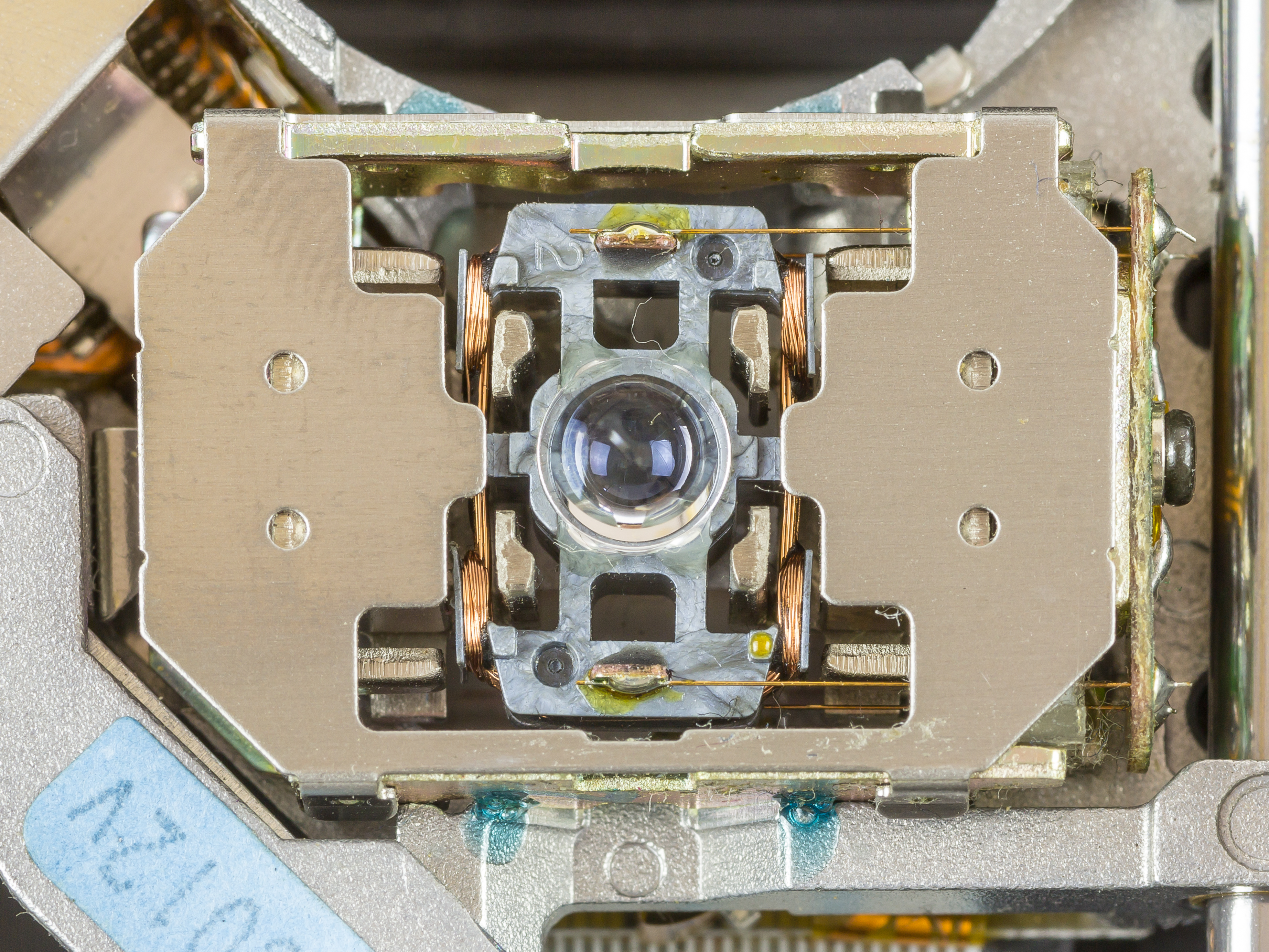
نظام الليزر لمحرك الأقراص المضغوطة